# Aéroport international de Mont-Tremblant
L'aéroport international de Mont-Tremblant est un aéroport canadien situé à La Macaza, au Québec. L'aéroport dessert la destination touristique de Mont-Tremblant, dont le centre de villégiature est localisé à 35 kilomètres. 

## Histoire
L'aéroport est construit par l'armée américaine pour servir de base de lancement et à l'entretien de 29 missiles nucléaires CIM-10 Bomarc construits par Boeing. La base militaire ferme ses portes le 1er septembre 1972.

## Services aux usagers
- Stationnement extérieur
- Service de navettes jusqu'au Centre de villégiature Tremblant

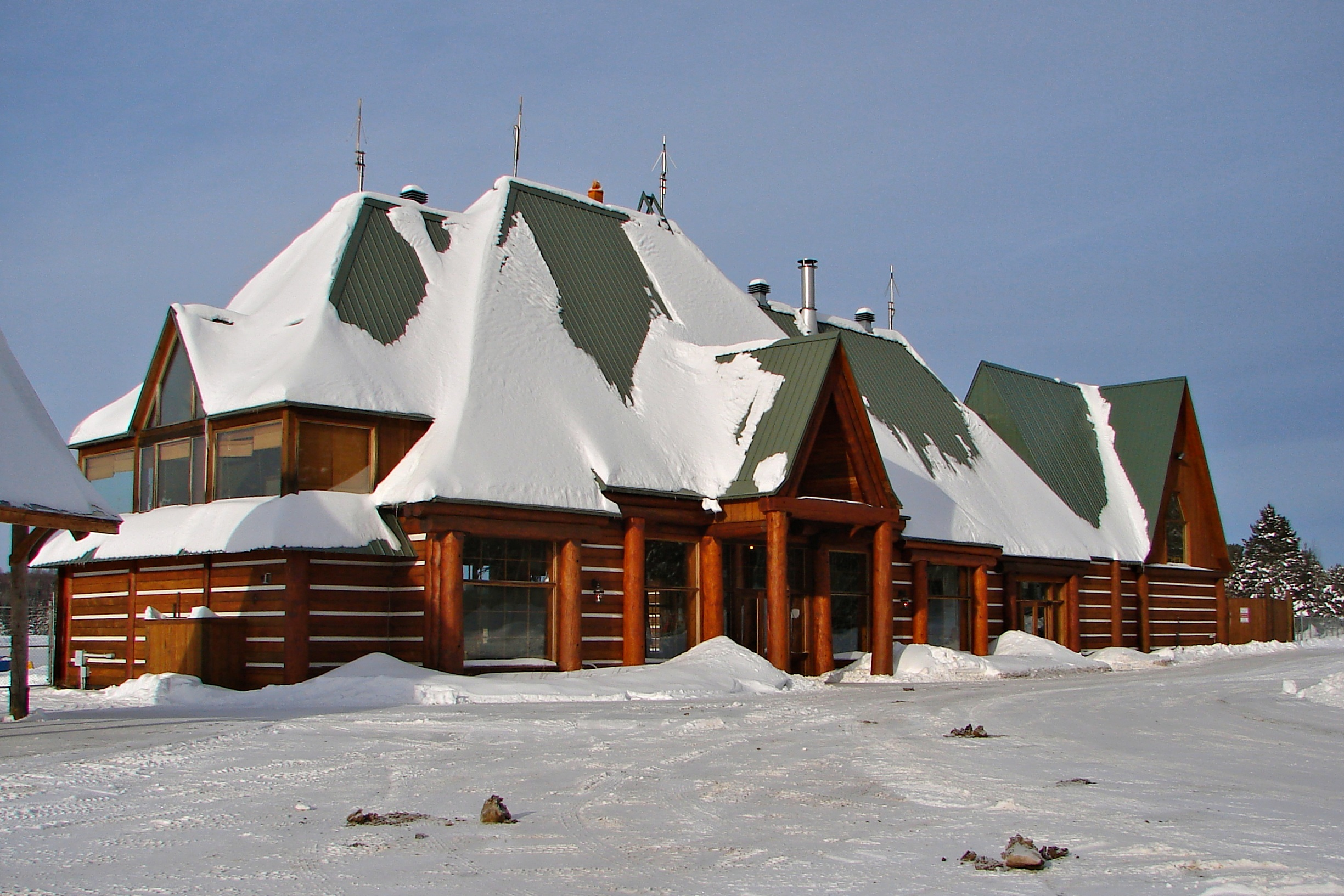
Aérogare

- Guichet bancaire automatique
- Service de douanes canadiennes